# Pietro Pellegri
Pietro Pellegri (Génova, Liguria, Italia, 17 de marzo de 2001) es un futbolista italiano que juega de delantero en el Empoli F. C. de la Serie B de Italia.

## Trayectoria
Se inició en las categorías inferiores del Genoa C. F. C., donde lo subirían al primer equipo en la temporada 2015-16 por su fuerte físico de delantero, aunque no disputaría ningún partido. Sin embargo, debutó profesionalmente el 22 de diciembre de 2016 a los 15 años, 9 meses y 5 días, rompiendo el récord de Amedeo Amadei, contra el Torino F. C. siendo el jugador del club más joven en debutar y el primer jugador nacido en el siglo XXI en aparecer en la Serie A y el segundo jugador nacido a partir del año 2000 después de Moise Kean. A pesar de esto, el partido acabaría con victoria por 1-0 a favor del conjunto turinés.
Su primer gol en la Serie A lo marcaría el 28 de mayo de 2017 de visitante contra la A. S. Roma, y convirtiéndose en el primer jugador nacido en el siglo XXI en la Serie A, y el tercer goleador más joven en la historia. La máxima categoría italiana, después de Amadei y Gianni Rivera. Pese a ello, su equipo perdería el partido 3-2. Como curiosidad, ese partido fue el último de Francesco Totti como profesional. La temporada siguiente, marcó dos goles en el partido contra la S. S. Lazio, convirtiéndose en el jugador más joven a marcar un doblete en la Serie A.
El 27 de enero de 2018 fichó por el A. S. Mónaco por 25 millones de euros. Su debut con el equipo del Principado fue el 16 de febrero en la victoria 4-0 en casa contra el Dijon F. C. O. siendo el jugador del club más joven en debutar en la Ligue 1.
El 26 de agosto anotó su primer gol para el Mónaco para igualar en una derrota por 2-1 en Burdeos. Como resultado, se convirtió en el primer jugador nacido en el siglo XXI en anotar en la primera división de Francia.
En agosto de 2021 regresó al fútbol italiano para jugar en el A. C. Milan durante una temporada como cedido, con opción de compra si se cumplían determinados objetivos. En enero se canceló la cesión y se marchó al Torino F. C., que tras cinco meses en el club lo compró de manera definitiva.
El 30 de agosto de 2024 fue prestado al Empoli F. C.

## Selección nacional
Tras haber sido internacional en categorías inferiores, el 11 de noviembre de 2020 debutó con la selección absoluta de Italia en un amistoso ante Estonia que finalizó con victoria por 4-0.

## Estadísticas

### Clubes
Actualizado al último partido disputado el 8 de diciembre de 2024.
| Club                          | Div.          | Temporada     | Liga  | Liga  | Copas nacionales | Copas nacionales | Copas internacionales | Copas internacionales | Total | Total |
| Club                          | Div.          | Temporada     | Part. | Goles | Part.            | Goles            | Part.                 | Goles                 | Part. | Goles |
| ----------------------------- | ------------- | ------------- | ----- | ----- | ---------------- | ---------------- | --------------------- | --------------------- | ----- | ----- |
| Genoa C. F. C. · Italia       | 1.ª           | 2016-17       | 3     | 1     | 0                | 0                | ―                     | ―                     | 3     | 1     |
| Genoa C. F. C. · Italia       | 1.ª           | 2017-18       | 6     | 2     | 1                | 0                | ―                     | ―                     | 7     | 2     |
| Genoa C. F. C. · Italia       | Total club    | Total club    | 9     | 3     | 1                | 0                | 0                     | 0                     | 10    | 3     |
| A. S. Monaco F. C. Francia    | 1.ª           | 2017-18       | 3     | 0     | 0                | 0                | ―                     | ―                     | 3     | 0     |
| A. S. Monaco F. C. Francia    | 1.ª           | 2018-19       | 3     | 1     | 0                | 0                | 0                     | 0                     | 3     | 1     |
| A. S. Monaco F. C. Francia    | 1.ª           | 2020-21       | 16    | 1     | 1                | 0                | ―                     | ―                     | 17    | 1     |
| A. S. Monaco F. C. Francia    | Total club    | Total club    | 22    | 2     | 1                | 0                | 0                     | 0                     | 23    | 2     |
| A. S. Monaco F. C. II Francia | 4.ª           | 2018-19       | 1     | 0     | ―                | ―                | ―                     | ―                     | 1     | 0     |
| A. S. Monaco F. C. II Francia | Total club    | Total club    | 1     | 0     | 0                | 0                | 0                     | 0                     | 1     | 0     |
| A. C. Milan · Italia          | 1.ª           | 2021-22       | 6     | 0     | 0                | 0                | 0                     | 0                     | 6     | 0     |
| A. C. Milan · Italia          | Total club    | Total club    | 6     | 0     | 0                | 0                | 0                     | 0                     | 6     | 0     |
| Torino F. C. · Italia         | 1.ª           | 2021-22       | 9     | 1     | 0                | 0                | ―                     | ―                     | 9     | 1     |
| Torino F. C. · Italia         | 1.ª           | 2022-23       | 18    | 2     | 2                | 2                | ―                     | ―                     | 20    | 5     |
| Torino F. C. · Italia         | 1.ª           | 2023-24       | 24    | 1     | 2                | 0                | ―                     | ―                     | 26    | 1     |
| Torino F. C. · Italia         | Total club    | Total club    | 51    | 4     | 4                | 2                | 0                     | 0                     | 55    | 6     |
| Empoli F. C. · Italia         | 1.ª           | 2024-25       | 11    | 3     | 1                | 0                | ―                     | ―                     | 12    | 3     |
| Empoli F. C. · Italia         | Total club    | Total club    | 11    | 3     | 1                | 0                | 0                     | 0                     | 12    | 3     |
| Total carrera                 | Total carrera | Total carrera | 100   | 12    | 7                | 2                | 0                     | 0                     | 107   | 14    |